# Aセグメント
Aセグメント (A-Segment, City car) とは、主にヨーロッパで利用されている乗用車分類方法である「セグメント」において、Bセグメントの下位に位置する最も小型の車格であり、同一セグメントにセダン、クーペ、ハッチバック （2Box）などのボディスタイルを包括する。
調査会社であるグローバルインサイト社の分類では、スポーツ・クーペ、マルチパーパスビークル、SUVを含むとされている一方、ヨーロッパで「以前に使用されていた最も狭義の分類」においては、これらの車種は別のセグメントに分類される。

## 概要
2020年代現在の基準では、おおむね全長が3,800 mm以下、全幅が1,700 mm以下の乗用車を示すとされ、排気量0.6 Lから1.3 Lまでのエンジンを搭載することが多いが、車両寸法、全長、価格、車両装備や車両の持ち合わせるイメージなど、複数の要件によって分類されるセグメントが変わるため、明確な数値基準はないとされているが、その中でもAセグメントのサイズにカテゴライズされている全幅が1,700 mmに満たない一部のハッチバックや、全長が4,300 mm・全幅が1,700 mmに満たないノッチバックセダン（2020年時点で現行モデルとして販売されている車種では、プロドゥア・ベザ、および三菱・アトラージュ／ミラージュG4、ホンダ・ブリオアメイズが該当）やステーションワゴンはフルAセグメントもしくはABセグメントという場合もある。
ボディサイズ上は、日本のコンパクトカーのうち主にエントリーモデル（トヨタ・パッソ／ダイハツ・ブーン、日産・マーチ、三菱・ミラージュなど）以下のクラス、およびダイハツ・トール（OEMのトヨタ・ルーミー／タンク、日本市場向け2代目スバル・ジャスティを含む）、スズキ・ソリオ（OEMの三菱・デリカD:2を含む）、スズキ・スプラッシュ、スズキ・イグニス、スズキ・クロスビー、ダイハツ・ロッキー（2代目モデル。OEMのトヨタ・ライズを含む）など全幅が5ナンバーサイズの規格の上限である1,700 mmにほぼ達したごく一部のコンパクトトールワゴンやスモールクロスオーバーSUVなどがこれに該当し、軽自動車、および現行規格の軽自動車の全長の上限値よりさらに全長が短いコンパクトカーのトヨタ・iQも広義上ではこのセグメントに含まれる。全長2,540 mmと、より小さいスマート・フォーツーなどは、北アメリカやイギリスにおける分類ではマイクロカーであるが、この「セグメント分類」においては最小のカテゴリーであるAセグメントに包括される。